# Pasquale Chessa
Pasquale Chessa (Alghero, 5 agosto 1947) è un giornalista e storico italiano.

## Biografia
Nato ad Alghero, nel 1947, in una famiglia sarda di agricoltori benestanti della minoranza catalana. Figlio di Giovannino Chessa e Maria Chessa Lai, poetessa in catalano alla quale deve la sua ispirazione culturale. Studia presso il Liceo Classico "Giuseppe Manno". Alla fine del 1967 si iscrive presso la facoltà di Lettere e Filosofia alla Sapienza di Roma nella seconda metà degli anni Sessanta, prende parte al movimento del Sessantotto.

Inizia la carriera di giornalista nei programmi culturali della Radio Rai: dal 1969 ha redatto le voci di politica e sociologia per la PEP (Piccola Enciclopedia Popolare). Dal febbraio 1970 ha fatto parte della redazione e poi condotto, insieme a Flaminia Morandi, in alternanza con Maurizio Costanzo e Dina Luce, Buon pomeriggio, primo rotocalco radiofonico. Ha curato e presentato il programma di cultura ambientale e paesaggistica Bella Italia (1973-1975). 

Iscritto all'albo dei giornalisti professionisti dal 1975, nel 1976 è stato chiamato a L'Espresso, diretto da Livio Zanetti, assunto alla sezione cultura per collaborare con Valerio Riva. Nel 1981 è passato al L'Europeo diretto prima da Mario Pirani e poi da Lamberto Sechi e Claudio Rinaldi. Dal 1987 è stato vicedirettore e poi condirettore di Epoca con Alberto Statera, e vicedirettore di Panorama (1991-2010) con Andrea Monti, e poi Giuliano Ferrara, Roberto Briglia, Carlo Rossella. Si è occupato di cronaca culturale, dall'editoria al dibattito delle idee, all'arte contemporanea, con una particolare attenzione per la Biennale di Venezia. Collabora con i suoi editoriali alla Nuova Sardegna di Sassari. Dirige Alguer.it, quotidiano telematico di Alghero, dalla sua fondazione nel 2000 e insieme la rete di giornali web «IsolaMedia».

## Opere
Come storico è l'autore dell'intervista a Renzo De Felice, Rosso e Nero, uscita per Baldini e Castoldi nel settembre del 1995, che ha occupato per molte settimane il dibattito storico politico sulle prime pagine dei quotidiani italiani, e scalato la classifica dei libri più venduti arrivando a una tiratura di 90 000 copie. Al grande storico del fascismo ha dedicato: Interpretazioni su Renzo De Felice, con Francesco Villari (contenente saggi di Denis Mack Smith, Marc Lazar ed altri), uscito nel 2002 per Baldini & Castoldi. Con Francesco Cossiga ha scritto tre libri per Mondadori Il torto e il diritto (1993), Per carità di patria (2003) e l'ultimo - ancora in libreria negli Oscar - Gli italiani sono sempre gli altri (2007). Ancora per Mondadori ha pubblicato Guerra civile (2005), e Dux (2008), entrambi ristampati negli Oscar, in essi si affronta la vicenda italiana del fascismo e del postfascismo con un inedito uso storiografico della fotografia. Alla fine del 2010, con L'ultima lettera di Benito, Mondadori, grazie ad un decreto ministeriale, ha potuto studiare insieme a Barbara Raggi l'inedito Fondo Petacci, secretato per quasi 70 anni dall'Archivio di Stato di Roma, capovolgendo le interpretazioni correnti sugli ultimi 600 giorni di Mussolini a Salò. Nell'aprile 2011 ha pubblicato un'inchiesta storiografica (con sei storici: Berta, Gentile, Sabbatucci, Isnenghi, Cafagna, Cardini), Se Garibaldi avesse perso, saggio di storia controfattuale per la collana I libri di Reset della Marsilio. Come postfazione vi compare il discorso sui 150 anni dell'Italia Unita di Giorgio Napolitano. E proprio al IX presidente della Repubblica è dedicata la biografia L'ultimo comunista. La presa del potere di Giorgio Napolitano, uscito nell'aprile 2013, per le edizioni Chiarelettere, in coincidenza con l'inizio del suo secondo settennato. Nel 2014 ha curato con Paolo Savona la raccolta di saggi sul discorso alle camere sulle riforme costituzionali di Francesco Cossiga, presidente della Repubblica, La grande riforma mancata, edito da Rubbettino (vi compaiono, fra gli altri, saggi di Giuliano Amato, Luigi Zanda, Gaetano Quagliariello, Miguel Gotor, Augusto Antonio Barbera, Luigi Compagna).
Per la televisione ha realizzato una serie di oltre 20 autobiografie televisive per RaiSat di un'ora ciascuna, intitolate Archivio delle memorie (fra gli intervistati, il cardinale Joseph Ratzinger, tre mesi prima della ascesa al soglio pontificio), il presidente emerito Francesco Cossiga, l'editore Carlo Caracciolo, il comunista siciliano Emanuele Macaluso, il giudice di Tangentopoli Gherardo Colombo, Marcella De Francesco segretaria di Palmiro Togliatti, Tullia Zevi storico presidente della comunità ebraica di Roma). È stato consulente storico per le trasmissioni sul fascismo de La grande storia su Raitre.
Per il teatro, al Valle di Roma, nel 2006, per la serie di letture teatrali degli Artisti Riuniti, ha ridotto per la scena il suo libro Guerra civile, rappresentato anche al Festival di Spoleto del 2007. 
Nel 2008, ancora per gli Artisti Riuniti, ha realizzato, insieme alla psicanalista lacaniana Muriel Drazien, con cui è sposato da oltre 30 anni, una ricostruzione teatrale, rappresentata al Piccolo Eliseo, della vicenda storica e psicanalitica di Edda Ciano esiliata in Svizzera e sottoposta a una intensa cura psichiatrica di cui il suo medico ha lasciato un testo ancora inedito in italiano.
All'Università, a partire dal 2000, per due anni ha tenuto un corso sulle Interpretazioni del fascismo, e per i tre anni successivi un corso di Storia dei fascismi in Europa alla facoltà di Scienze umanistiche della Sapienza. Nel 2013 ha tenuto il corso di Storia avanzata sul primo Novecento, La sfida dei fascismi in Europa per i laureandi della Link University di Roma. Vive e scrive fra Alghero, Roma e Parigi.

## Pubblicazioni
- Il torto e il diritto, con Francesco Cossiga, Mondadori, 1993.[2]
- Rosso e Nero (De Felice), con Renzo De Felice, Milano, Baldini & Castoldi, 1995.[3]
- Interpretazioni su Renzo De Felice, con Francesco Villari, (contenente saggi di Denis Mack Smith, Marc Lazar ed altri), Baldini & Castoldi, 2002.[4]
- Per carità di patria: dodici anni di storia e politica italiana, 1992-2003, con Francesco Cossiga, Mondadori, 2003.[5]
- Guerra civile 1943-1945-1948, Mondadori, 2005.[6]
- Italiani sono sempre gli altri. Controstoria d'Italia da Cavour a Berlusconi, con Francesco Cossiga, Mondadori, 2007.[7]
- Dux. Benito Mussolini: una biografia per immagini, Mondadori, 2008.[8]
- The Vatican Connection, il libro censurato, in:  Paolo Ojetti, Ferruccio Pinotti, Guido Gerosa et al., Il premier Ratzinger, Illustrazioni di Giuseppe Scalarini, Milano, RCS Periodici, 2009.
- L'ultima lettera di Benito. Mussolini e Petacci: amore e politica a Salò 1943-45, con Barbara Raggi, Mondadori, 2010.[9]
- L'Ultimo comunista. La presa del potere di Giorgio Napolitano, Chiarelettere, 2013.[10]
- La riforma mancata, Rubbettino, 2014.
- Il romanzo di Benito. La vera storia dei falsi Mussolini, Utet, Milano 2018.

## Premi e riconoscimenti
- Premio Estense nel 1996, con Rosso e Nero, Baldini & Castoldi;
- Premio Acqui Storia, nel 2002, sezione divulgativa, con Interpretazioni su Renzo De Felice, Baldini & Castoldi;
- Premio Estense Aquila d'oro nel 2005, con Guerra Civile 1943 1945 1948, Le Scie Mondadori;
- Premio Capalbio nel 2012, con Se Garibaldi avesse perso, Reset, Marsilio.